# Atanazy (Wolchowski, biskup mohylewski)
Atanazy, nazwisko świeckie Fiodor Pawłowicz Wolchowski (zm. 20 grudnia 1800?/1 stycznia 1801) – biskup Rosyjskiego Kościoła Prawosławnego.

## Życiorys
Był synem kapłana prawosławnego, Pawła Wolchowskiego z Połtawy. Duchownym był również jego wuj, arcybiskup Atanazy. Seminarium duchowne ukończył w Twerze, następnie studiował w Akademii Mohylańskiej, którą ukończył w 1765. W tym samym roku został wyświęcony na kapłana (jako mężczyzna żonaty) i podjął służbę duszpasterską w cerkwi św. Mikołaja w Połtawie. Wieczyste śluby mnisze złożył 1 października 1769 w monasterze św. Eliasza w Czernihowie, przyjmując imię zakonne Atanazy na cześć św. Atanazego III, patriarchy Konstantynopola, jak również dla upamiętnienia swojego zmarłego już wuja. Od roku następnego służył w soborze katedralnym w Czernihowie. W 1776 uzyskał godność igumena i został przełożonym monasteru św. Cyryla w Nowogrodzie. Po pięciu latach został namiestnikiem Ławry św. Aleksandra Newskiego w Petersburgu.
W 1783 przez krótki czas był przełożonym Otieńskiego Monasteru Opieki Matki Bożej i Trzech Świętych Hierarchów w Nowogrodzie, a następnie monasteru św. Mikołaja w Wiażyszczach. W momencie objęcia przewodnictwa nad tą ostatnią wspólnotą otrzymał godność archimandryty. Od 1785 do 1788 był przełożonym monasteru św. Jerzego w Nowogrodzie.
30 lipca 1788 został wyświęcony na biskupa staro-russkiego, wikariusza eparchii nowogrodzkiej. Siedem lat później został ordynariuszem eparchii mohylewskiej i połockiej. Na terenie swojej eparchii prowadził w porozumieniu z carską administracją akcję nawracania unitów na prawosławie. Zgodnie z projektem Świątobliwego Synodu Rządzącego prawosławni duchowni objeżdżali miejscowości zamieszkiwane przez unitów eskortowani przez oddziały wojska, zaś osoby deklarujące chęć konwersji miały być natychmiast przyjmowane do najbliższych parafii. Biskup Atanazy donosił jednak Synodowi o niepowodzeniu tak prowadzonej akcji. Dobrowolne zmiany religii były nieliczne, w wielu wypadkach „nawracanie” łączyło się z groźbami i szykanami ze strony towarzyszących duchownym żołnierzy.
Urząd sprawował do 1797, gdy został przeniesiony w stan spoczynku i skierowany do Mgarskiego Monasteru Przemienienia Pańskiego. Zmarł po czterech latach i został pochowany w monasterze Podwyższenia Krzyża Pańskiego w Połtawie.
W 1882 biskup połtawski Hilarion dokonał oględzin szczątków Atanazego i stwierdził, że nie uległy one rozkładowi, o czym poinformował Świątobliwy Synod Rządzący. Natychmiast podjęto starania o kanonizację biskupa, która miała zostać oficjalnie ogłoszona po zakończeniu Soboru Lokalnego Rosyjskiego Kościoła Prawosławnego w 1918. Z powodu sytuacji politycznej okazało się to jednak niemożliwe. Atanazy był czczony jako cudotwórca początkowo w eparchii połtawskiej, zaś od 2017 r. jego kult rozszerzono na cały Patriarchat Moskiewski.